# Marches de Bretagne-Poitou
Les marches de Bretagne-Poitou, situées aux confins du duché de Bretagne et du comté de Poitou (plus précisément aux limites du pays Nantais et du Bas-Poitou), regroupaient des paroisses qui bénéficiaient d'un statut particulier régi à la fois par la Bretagne et le Poitou.
Il s’agit :
- des marches avantagères
- des marches communes.

Au XIVe siècle,  certaines régions de l'Ouest refusent de payer la gabelle imposée par Philippe Le Bel et se battent avec vigueur, obligeant le roi à faire de la région rebelle une zone franche appelée "Marches communes de Bretagne et du Poitou", exemptée de gabelle. 
La vallée de Clisson bénéficia à cette époque d’une position frontalière entre l’Anjou, la Bretagne et le Poitou et du système des Marches (Marches Bretagne-Poitou) qui l’exempta des taxes sur les marchandises. La Vallée de la Sèvre nantaise devint une région d’échange important.

## Histoire
La région fut le témoin des guerres qui opposèrent les rois de France aux ducs de Bretagne[réf. nécessaire] jusqu'à l'union des deux couronnes en 1532. Ensuite commença une période beaucoup plus prospère où la région bénéficiait de son emplacement géographique assurant les échanges entre les provinces de Bretagne et du Poitou et de ses avantages fiscaux. La région des Marches prit part à la guerre de Vendée et fut ravagée par les colonnes infernales du général Turreau dans une sanglante répression.

## État des marches séparantes auXVesiècle

Au XVe siècle, la composition des marches est la suivante :
- Basses marches communes entre la Bretagne et le Poitou
  - 1 : Bouin
  - 2 : Bois-de-Céné[2]
  - 3 : La Garnache
  - 4 : Paulx
  - 5 : Machecoul-La Trinité
  - 6 : Grand'Landes
  - 7 : Saint-Étienne-du-Bois[3]
  - 8 : Legé
  - 9 : Saint-Étienne-de-Corcoué
  - 10 : La Bénate
  - 11 : Saint-Jean-de-Corcoué

- Hautes marches communes entre la Bretagne et le Poitou
  - 12 : Cugand[4]
  - 13 : La Bruffière[5]
  - 14 : Boussay
  - 15 : Gétigné

- Marches avantagères à la Bretagne sur le Poitou
  - 16 : Saint-Colomban
  - 17 : Geneston
  - 18 : Montbert
  - 19 : Aigrefeuille-sur-Maine
  - 20 : Saint-Lumine-de-Clisson
  - 21 : Saint-Hilaire-de-Clisson
  - 22 : La Bernardière[6]
  - 23 : La Planche
  - 24 : Vieillevigne
  - 25 : Saint-André-Treize-Voies[7]
  - 26 : partie de La Limouzinière
  - 27 : partie de Saint-Philbert-de-Grand-Lieu
  - 28 : partie de La Chevrolière
  - 29 : partie de Pont-Saint-Martin
  - 30 : partie du Bignon
  - 31 : partie de Vertou

- Marches avantagères au Poitou sur la Bretagne
  - 32 : Saint-Philbert-de-Bouaine
  - 33 : Rocheservière
  - 34 : Mormaison
  - 35 : Saint-Sulpice-le-Verdon
  - 36 : Remouillé
  - 37 : Saint-Hilaire-de-Loulay
  - 38 : Treize-Septiers
  - 39 : La Guyonnière
  - 40 : Saint-Georges-de-Montaigu
  - 41 : La Boissière-de-Montaigu
  - 42 : Les Landes-Genusson